# Ghostwriter
Lo scrittore fantasma (ghostwriter in inglese) o scrittore ombra, oppure comunemente negro, è un autore professionista pagato per scrivere libri, articoli, storie e pubblicazioni scientifiche o – in campo musicale – composizioni, ufficialmente attribuiti a un'altra persona.
Celebrità e capi politici assumono spesso scrittori fantasma per scrivere o sistemare autobiografie, articoli, discorsi o altro materiale. Nella musica gli scrittori fantasma sono usati nella musica classica, nella musica pop, come il country o il rap o nelle colonne sonore dei film.
L'invenzione di questa figura è fatta risalire al curatore d'immagine Edward Bernays.

## Il ruolo dello scrittore fantasma
La divisione del lavoro tra lo scrittore fantasma e l'autore accreditato può variare di molto. In alcuni casi, il primo è assunto per riordinare una bozza o un manoscritto quasi completato. In questo caso, la linea generale, le idee e molto del linguaggio usato nel libro o dell'articolo sono quelli dell'autore. In altri casi, lo scrittore fantasma svolge il ruolo più rilevante, elaborando e ampliando concetti e idee di base fornite dall'autore accreditato. In questo caso uno scrittore ombra dovrà eseguire ricerche approfondite sull'autore o sulla sua area di competenza. È comunque raro che uno scrittore fantasma prepari un libro o un articolo senza nessuna informazione da parte dell'autore; nel caso minimo quest'ultimo fornisce una struttura di base di idee o commenti sulla bozza finale dello scrittore fantasma.
Per un'autobiografia, uno scrittore ombra solitamente intervista l'autore accreditato, i suoi colleghi, i membri della famiglia e ricerca articoli, interviste e filmati (talvolta "fuori onda") sullo stesso autore, per assimilare le sue argomentazioni e i punti di vista.
Gli scrittori fantasma vengono assunti per diverse ragioni; in molti casi le celebrità o le figure pubbliche non hanno il tempo, la preparazione o l'abilità di scrittura per scrivere un'autobiografia di diverse centinaia di pagine o un intero libro. Anche se una celebrità ha le capacità per scrivere e per fare un breve articolo, potrebbe non sapere come strutturare e scrivere un lungo libro in modo che sia commercialmente valido. In altri casi, le case editrici usano gli scrittori fantasma per aumentare il numero di libri che possono essere pubblicati con il nome di autori ben conosciuti sul mercato.
Un famoso esempio di scrittore che lavorò molto come scrittore ombra è quello di Howard Phillips Lovecraft.

## Remunerazione e riconoscimenti
Gli scrittori ombra spendono spesso mesi o interi anni nella ricerca, nella scrittura e nel montaggio di lavori per un cliente e vengono pagati in diverse maniere: per pagina, con un forfettario, con una percentuale delle royalties delle vendite o con una combinazione di questi. Farsi scrivere un articolo può costare 4 dollari per parola o più, in base alla complessità dell'articolo. L'agente letterario Madeline Morel afferma che la media degli anticipi richiesti dagli scrittori fantasma per un lavoro varia "tra 30 000 $ e 100 000 $"
Nel 2001, il New York Times affermò che la parcella che riceverà lo scrittore fantasma per le memorie di Hillary Clinton è probabilmente di 500 000 $ dell'anticipo di 8 milioni di dollari per il suo libro, che "è quasi la più alta parcella pagata a dei collaboratori".
A volte lo scrittore ombra riceve un parziale riconoscimento su un libro, espresso dalla frase "con ..." sulla copertina. Tale riconoscimento può anche essere fornito come "ringraziamento" nella prefazione o nell'introduzione. Per i libri non di finzione, lo scrittore fantasma potrebbe essere menzionato come "contributore" o "assistente alla ricerca". In altri casi, lo scrittore fantasma non riceve riconoscimento ufficiale per la scrittura di libri o articoli; nei casi in cui l'autore accreditato o l'editore o entrambi desiderano occultare il ruolo dello scrittore ombra, potrebbero chiedergli di firmare un accordo di non divulgazione che gli vieta di rivelare il proprio ruolo di scrittore fantasma.

## Scrittura fantasmae diritto d'autore
La questione riguardante il diritto d'autore italiano e il fenomeno della scrittura fantasma è molto complessa.
È una forma di "plagio autorizzato": il committente si appropria della paternità dell'opera senza esserne l'autore originale grazie a un patto che viene concordato tra le due parti. Lo scrittore ombra accetta una somma di denaro in cambio del suo lavoro e del suo silenzio e permette al committente di far liberamente uso dell'opera. Più precisamente "essendo titolare del copyright, il committente è l'unico proprietario dei diritti d'autore. Suoi, pertanto, sono gli eventuali guadagni derivanti dalla pubblicazione dell'opera, dalla vendita della sceneggiatura e da quant'altro connesso alla paternità del lavoro. Lo scrittore ombra non ha nulla a pretendere, come da specifica clausola contrattuale".
I diritti morali, definiti illimitati, irrinunciabili e inalienabili ( art. 22 L. 633/41.), appartengono però allo scrittore ombra, non all'autore fittizio, e inoltre "l'accordo con cui si conviene di attribuire la paternità di un'opera a persona diversa dal vero autore è da ritenersi nullo".
Vi sono quindi evidenti contraddizioni, che vengono risolte in questo modo: il patto viene considerato valido e lo scrittore ombra ha il diritto di rivendicare la paternità dell'opera, secondo l' art. 20 L. 633/41., ma con l'obbligo di risarcire il committente per non aver rispettato i vincoli contrattuali.
La scrittura fantasma inoltre solleva anche un'altra questione: i fruitori dell'opera dovrebbero avere il diritto di sapere chi è il vero autore. Il diritto di paternità dell'opera mira infatti a tutelare anche l'interesse pubblico "in quanto evita alla collettività ogni inganno nell'attribuzione della paternità intellettuale".

## Eticità dellascrittura fantasma
Di là dalle leggi sul diritto d'autore, esistono pareri contrastanti per quel che concerne la scrittura fantasma. In particolare: si tratta di un concetto eticamente corretto oppure, al contrario, va considerato moralmente inaccettabile?
Gli esperti di comunicazione Cheryl Conner e David Gruder hanno studiato a fondo la questione della scrittura fantasma dal punto di vista etico, partendo dall'importanza che la "scrittura fantasma" assume nella politica. Malgrado l'ambiguità e l'apparente carattere negativo della professione, essa è entrata a far parte della società in cui viviamo in modo tanto radicale che il fenomeno che ha provocato ci sembra ormai del tutto naturale.
Tuttavia per alcuni l'utilizzo di uno scrittore assunto ad hoc risulta essere un segreto per le masse.
La Conner considera il duplice aspetto di questo fenomeno: da un lato, gli scrittori ombra fanno parte di un'idea brillante, poiché essi possono rendere gradevole alla lettura o all'ascolto ciò che i leader vogliono trasmettere; dall'altro lato, però, c'è il rischio di scrivere materiale senza la partecipazione dell'autore rappresentato.
A ogni modo, la questione etica nasce nel momento in cui il materiale creato da uno scrittore fantasma viene erroneamente attribuito alla persona per la quale tale scrittore ha lavorato.
A questo proposito, molti giornalisti professionisti e molte community adottano criteri standard e rigidi: la scrittura fantasma può, a volte, essere vietata.  D'altra parte, evidentemente gli stessi ghostwriter si impegnano volontariamente nella professione che hanno scelto: nessuno li obbliga a scrivere. Alcuni abbracciano la loro professione, come la ghostwriter francese Sophie Blandinières, che afferma di rivendicare e abbracciare il suo compito di negra literaria.

### Domande da porsi
Nel libro Ethics in Human Communications di Richard L. Johannesen, l'autore enumera una breve serie di linee guida utili per stabilire l'eticità della scrittura fantasma.
1. Qual è l'intento di chi comunica e qual è il grado di consapevolezza del pubblico?
2. Chi comunica si serve dello scrittore ombra per fingere di avere qualità comunicative che, in realtà, non possiede?
3. Chi comunica è obbligato a utilizzare questo processo a causa di circostanze precise?
4. In quale proporzione chi comunica partecipa attivamente nella scrittura dei propri messaggi?
5. Chi comunica si fa carico del messaggio che presenta?

Infine, chi comunica il discorso creato dallo scrittore ombra dovrebbe prendersi la responsabilità della veridicità delle informazioni che condivide.
In conclusione l'etica della "scrittura fantasma" è una questione delicata: in linea generale, è sempre moralmente corretto, da parte di chi comunicherà il discorso, dare credito agli altri scrittori coinvolti.

## Tipi discrittori ombra

### Storiografia
Gli scrittori ombra sono ampiamente usati dalle celebrità e dalle figure pubbliche che desiderano pubblicare la propria autobiografia o le memorie. Il grado di coinvolgimento dello scrittore fantasma in questo tipo di progetti varia da minimo a sostanziale. In alcuni casi uno scrittore ombra potrebbe essere richiesto soltanto per ripulire, correggere e sistemare una bozza grezza di un'autobiografia o di un manuale, mentre, in altri, scriverà un intero libro o articolo basandosi su informazioni, storie, note e una outline fornite dal richiedente. L'autore accreditato potrebbe anche indicare allo scrittore ombra che tipo di stile o di tono vuole nel libro.
In alcuni manuali, guide per la dieta o libri di cucina, il libro potrebbe venire interamente scritto dallo scrittore fantasma e la celebrità (per esempio un musicista famoso o una star dello sport) verrà accreditata come l'autore. Le case editrici usano questa strategia per aumentare la vendibilità di un libro per l'associazione con il personaggio famoso. In diversi Paesi, prima delle elezioni, i candidati commissionano ad alcuni scrittori ombra la produzione di autobiografie per aumentare la loro visibilità.
Un consulente o una persona in carriera potrebbe pagare per avere un libro scritto da uno scrittore fantasma su un argomento della propria area professionale, per stabilire o aumentare la propria credibilità come esperto nel proprio campo. Per esempio, un venditore di successo che spera di diventare uno annunciatore di vendite potrebbe pagare uno scrittore ombra per scrivere un libro sulle tecniche di vendita. Spesso questo tipo di libro viene pubblicato da editori a pagamento e dato ai clienti come strumento di promozione, piuttosto che venduto nelle librerie.

### Fiction
Gli scrittori fantasma vengono assunti dagli editori di romanzi di finzione per diverse ragioni. In alcuni casi li usano per aumentare il numero di libri che possono essere pubblicati ogni anno da un autore ben conosciuto e con un buono spazio sul mercato. Essi sono usati principalmente per scrivere lavori di finzione per autori dal nome ben conosciuto in generi come gialli, misteri e storie per ragazzi.
Inoltre gli editori usano gli scrittori fantasma per scrivere nuovi libri per serie conosciute dove l'autore è uno pseudonimo. Per esempio l'autore della serie di storie del mistero Nancy Drew, "Carolyn Keene" è effettivamente uno pseudonimo di una serie di scrittori fantasma che scrivono libri con lo stesso stile usando un modello di informazioni di base sui personaggi del libro e il loro universo inventato (nomi, date, strutture di dialogo) e sul tono e lo stile che ci si aspetta di trovare nel libro. Per questa ragione, vengono spesso dati agli scrittori fantasma diversi libri precedenti della serie, per aiutarli ad adattare lo stile.
La fondazione della scrittrice romantica V. C. Andrews ha assunto uno scrittore ombra per continuare a scrivere storie dopo la sua morte, sotto il suo nome e con uno stile simile a quello dei suoi libri originali. Molti dei libri di azione di Tom Clancy, dal 2000, portano il nome di due persone sulle loro copertine, con il nome di Clancy stampato in grande e il nome dell'altro autore più in piccolo. Vari libri che portano il nome di Clancy sono stati scritti da diversi autori sotto lo stesso pseudonimo. I primi due libri nella serie di Splinter Cell sono stati scritti da Raymond Benson con lo pseudonimo di David Michaels.

### Ricerca scientifica
Nell'ambito scientifico il termine è attribuito a professionisti che si prestano segretamente a firmare studi che avvalorano le tesi del committente, spesso multinazionali che si avvantaggiano di questi studi "indipendenti".

### In rete
In Cina, da uno studio dell'Università di Harvard, è emerso che i dipendenti pubblici, sotto le spoglie di normali cittadini, producono 448 milioni di commenti in rete all'anno, divisi equamente tra siti controllati dal governo e siti commerciali. Inoltre è presente il cosiddetto Partito dei 50 centesimi (Wumao dang) formato da innumerevoli utenti del web che vengono pagati dal governo appunto 50 centesimi per ogni commento di sostegno alle politiche governative postato, più uno stipendio di 600 rmb mensile.
Nei siti pornografici sono assunti specifici chatters che rispondono anonimamente ai fruitori in vece degli attori.